# Municipio de Erwin
El municipio de Erwin (en inglés: Erwin Township) es un municipio ubicado en el condado de Gogebic en el estado estadounidense de Míchigan. En el año 2010 tenía una población de 326 habitantes y una densidad poblacional de 2,6 personas por km².

## Geografía
El municipio de Erwin se encuentra ubicado en las coordenadas 46°22′57″N 90°5′17″O / 46.38250, -90.08806. Según la Oficina del Censo de los Estados Unidos, el municipio tiene una superficie total de 125.24 km², de la cual 122,9 km² corresponden a tierra firme y (1,87 %) 2,34 km² es agua.

## Demografía
Según el censo de 2010, había 326 personas residiendo en el municipio de Erwin. La densidad de población era de 2,6 hab./km². De los 326 habitantes, el municipio de Erwin estaba compuesto por el 97,24 % blancos, el 0,61 % eran amerindios y el 2,15 % eran de una mezcla de razas. Del total de la población el 0 % eran hispanos o latinos de cualquier raza.